# Tennessee's Partner
Tennessee's Partner (bra: A Audácia É Minha Lei) é um filme de faroeste estadunidense de 1955 dirigido por Allan Dwan e estrelado por John Payne, Ronald Reagan, Rhonda Fleming e Coleen Gray. Lançado pela RKO Pictures, o filme é baseado no romance de mesmo nome de Bret Harte, embora se afaste significativamente do enredo original.

## Elenco
- John Payne como Tennessee
- Ronald Reagan como Cowpoke
- Rhonda Fleming como Elizabeth "Duchess" Farnham
- Coleen Gray como Goldie Slater
- Tony Caruso como Turner
- Morris Ankrum como Juiz Parker
- Leo Gordon como Xerife
- Chubby Johnson como Grubstake McNiven
- Joe Devlin como Prendergast
- Myron Healey como Reynolds
- John Mansfield como Clifford
- Angie Dickinson (sem créditos) como Abby Dean

## Recepção
Adrian Turner, do Radio Times, escreveu que esse "melodrama é filmado desajeitadamente, com um visual de segunda mão, e foi um dos muitos filmes decepcionantes do final da carreira do diretor Allan Dwan".